# 袁有鳳
袁有鳳（1551年—？），字時儀，福建漳州府漳浦縣民籍，龍溪縣人，明朝政治人物。

## 生平
萬曆元年（1573年）癸酉科福建鄉試第四十七名，萬曆五年（1577年）丁丑科會試第二百三十七名，登三甲第十名進士。官刑部员外郎。

## 家族
曾祖袁元明；祖父袁弘德；父袁應文。母蔡氏。慈侍下。兄中清、有鸞。